# Gate LNG-terminal
Gate LNG-terminal är en nederländsk terminal för flytande naturgas (LNG) i Rotterdams hamn. Den ligger på Maasvlakte, nära infarten till hamnen och ägs av de nederländska företagen Gasunie och Koninklijke Vopak. 
LNG-terminalen, som är den enda av sitt slag i Nederländerna, har varit i drift sedan 2011. Den har en kapacitet på 12 miljarder m3 gas per år, motsvarande en tredjedel av Nederländernas årliga konsumtion.  
Gate terminal har tre lagringstankar för flytande naturgas med en sammanlagd kapacitet på 540 000 m3.